# Alex Murphy
Alex James Murphy (Wakefield (Rhode Island); 3 de junio de 1993) es un jugador de baloncesto estadounidense con nacionalidad finlandesa que actualmente pertenece a la plantilla del CB Estudiantes de la LEB Oro, la segunda división española. Con 2,06 metros de altura juega en la posición de ala-pívot. Es hijo del entrenador de la NBA Jay Murphy y hermano del también jugador de la NBA Erik Murphy.

## Trayectoria deportiva
Murphy se formó en St.Mark's School de Massachusetts. En el 2011 siguió su formación en Duke Blue Devils (2011-2013), después formó parte de los Florida Gators (2013-2016) y jugaría una temporada en Northeastern Huskies (2016-2017). 
Tras no ser drafteado en 2017, en agosto de 2017 firma su primer contrato profesional con el equipo finlandés del Joensuun Kataja con el que disputaría la Korisliiga y Eurocup.
La temporada 2018-19 militó en el equipo húngaro de Szolnoki Olaj KK con el que jugaría también liga doméstica y Eurocup.
En agosto de 2019, se compromete con el Delteco GBC tras su descenso a la liga LEB Oro. En las 24 jornadas de competición que se disputaron antes del parón en LEB Oro, Murphy promedió 11’3 puntos, 3’4 rebotes y 9’7 de valoración en los más de 25 minutos que estuvo sobre el parqué a las órdenes de Marcelo Nicola, por lo que demostró una total adaptación a la competición en su primera experiencia en España, logrando el ascenso a la Liga Endesa.
El 10 de agosto de 2020, se hace oficial su fichaje por Covirán Granada de la LEB Oro.
En la temporada 2022-23, firma por el Levanga Hokkaido de la B.League japonesa.
El 1 de agosto de 2023, regresa a España para jugar en el CB Estudiantes de la LEB Oro, la segunda división española.

### Selección nacional
Durante agosto y septiembre de 2023 fue integrante de la selección de Finlandia que participó en el Mundial de 2023 celebrado en Asia, y que finalizó en vigesimoprimer lugar.